# Koszary Poniatowskiego w Augustowie

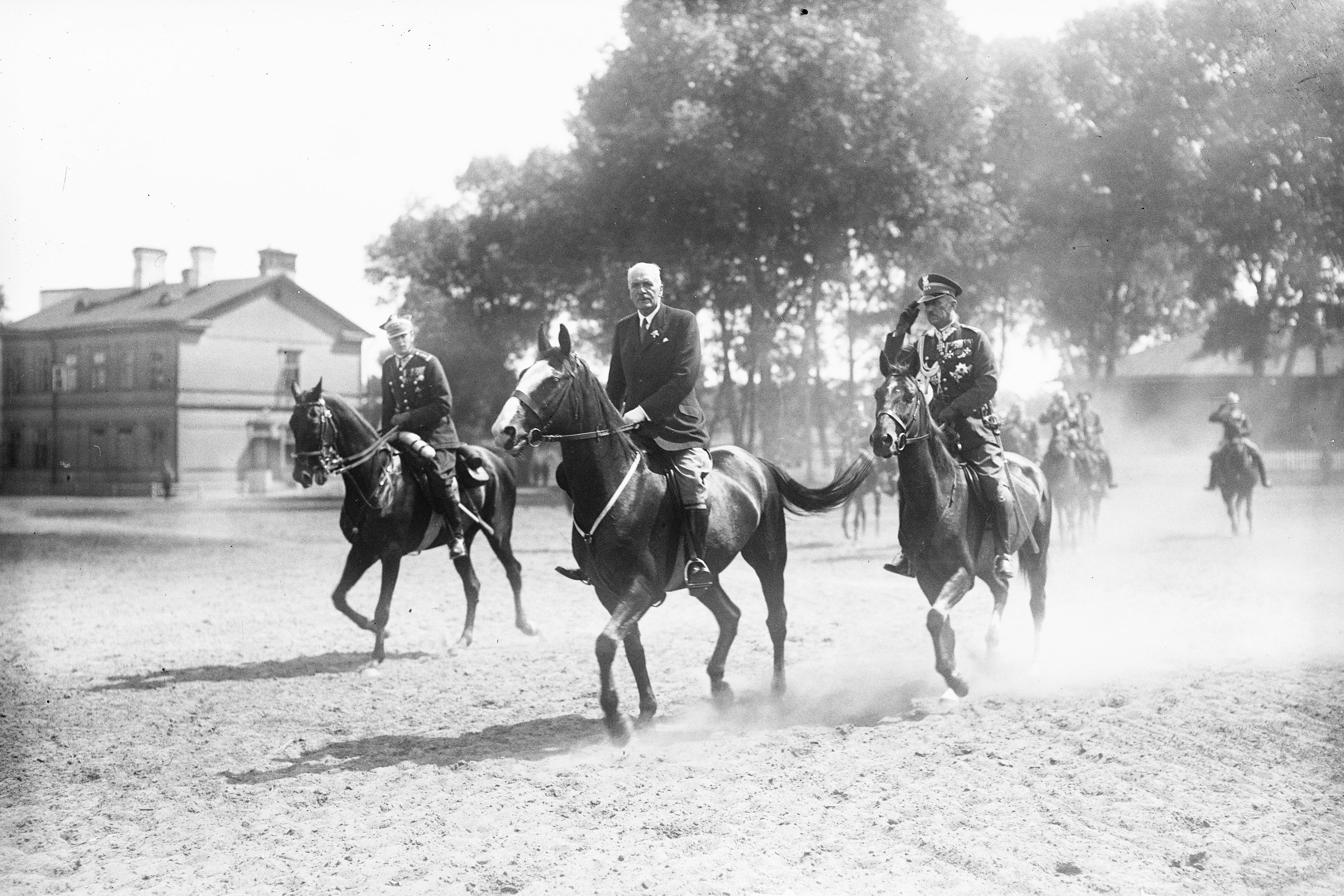
15-lecie 1 puł w Augustowie. Prezydent Ignacy Mościcki przejeżdża konno przed frontem oddziałów

Koszary w Augustowie – kompleks koszarowy znajdujący się na terenie garnizonu Augustów.
Przed I wojną światową stacjonował tu rosyjski 104 pułk piechoty; w okresie II Rzeczypospolitej – 1 pułk Ułanów Krechowieckich, a po II wojnie światowej koszary oddano cywilnym władzom lokalnym.

## Charakterystyka
Położone w rejonie dzisiejszych ulic: 1 Pułku Ułanów Krechowieckich – Wyszyńskiego – Tytoniowej koszary wybudowali Rosjanie. Do 1914 zajmował je carski 104 Ustiudzki pułk piechoty. Ich pojemność oceniono na 891 ludzi i 665 koni. Koszarowce zajmowały południową część kompleksu, natomiast część północną, oddzieloną placem apelowym, stanowiło osiedle mieszkaniowe kadry. 
Po I wojnie światowej koszary przejęło Wojsko Polskie. W 1921, do zniszczonych koszar zaczęły wprowadzać się pododdziały 1 pułku Ułanów Krechowieckich. Jednocześnie prowadzono budowę i remonty poszczególnych obiektów. Od podstaw wzniesiono w 1921 stajnie, w 1927 stojącą w obrębie koszar cerkiew przekształcono w kościół wojskowy pw. Świętego Krzyża, a pod koniec lat 20. XX w. zbudowano krytą ujeżdżalnię. Rozkazem DOK III z 29 września 1922 nadano koszarom nazwę Koszar Poniatowskiego.
Po II wojnie światowej koszary przekazano użytkownikom cywilnym. Część budynków mieszkalnych (2019) nadal pełni swoje funkcje, w części ulokowały się sklepy i punkty usługowe. Istnieją również mocno przebudowane dwa główne budynki koszarowe. Znajdują się w nich szkoła i zakład produkcyjny. Funkcjonuje także kościół, w którym zorganizowano mini muzeum 1 pułku ułanów, a obok kościoła stoi pomnik poległych ułanów.

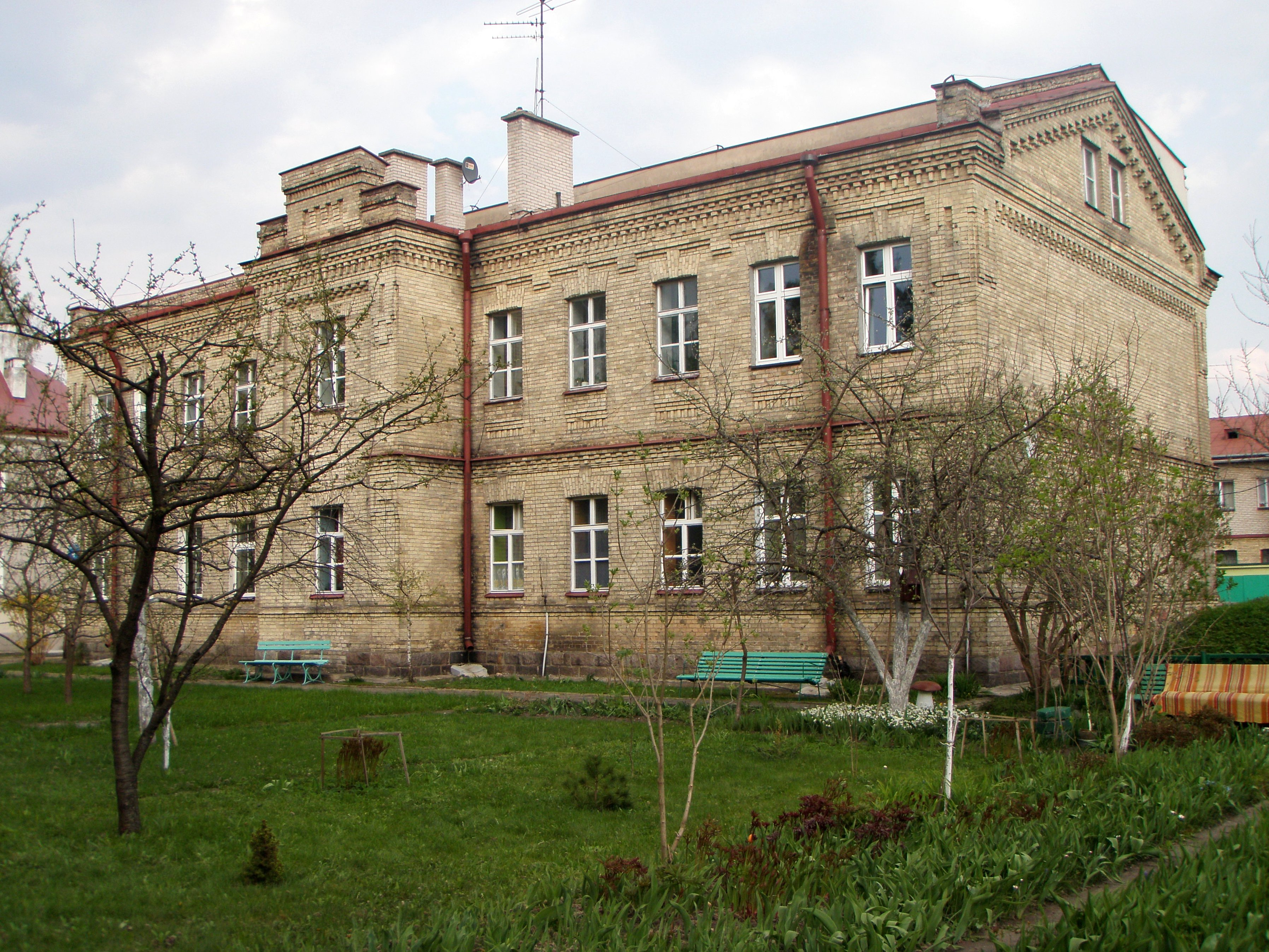
Były budynek koszar
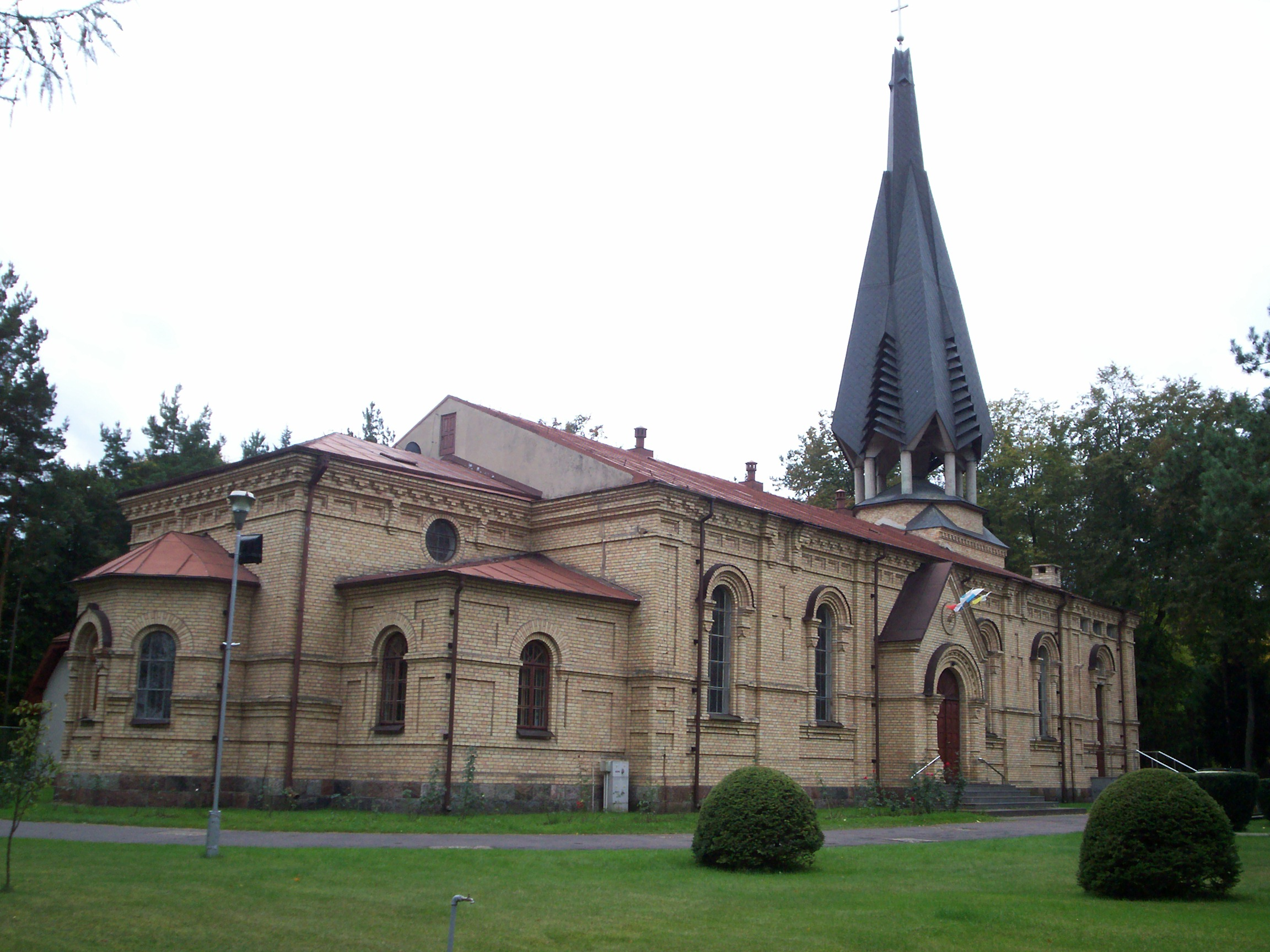
Były kościół garnizonowy
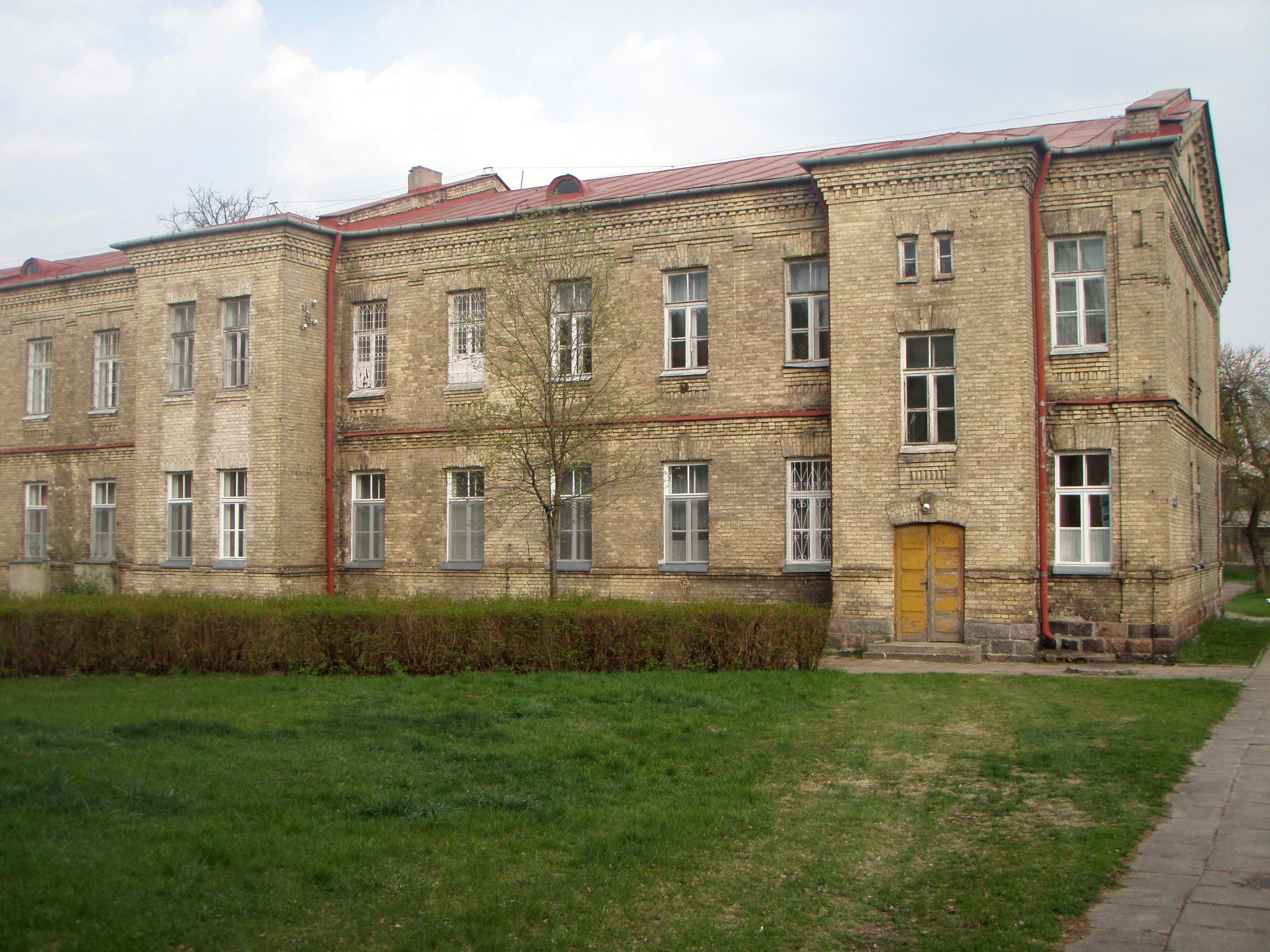
Były budynek koszar
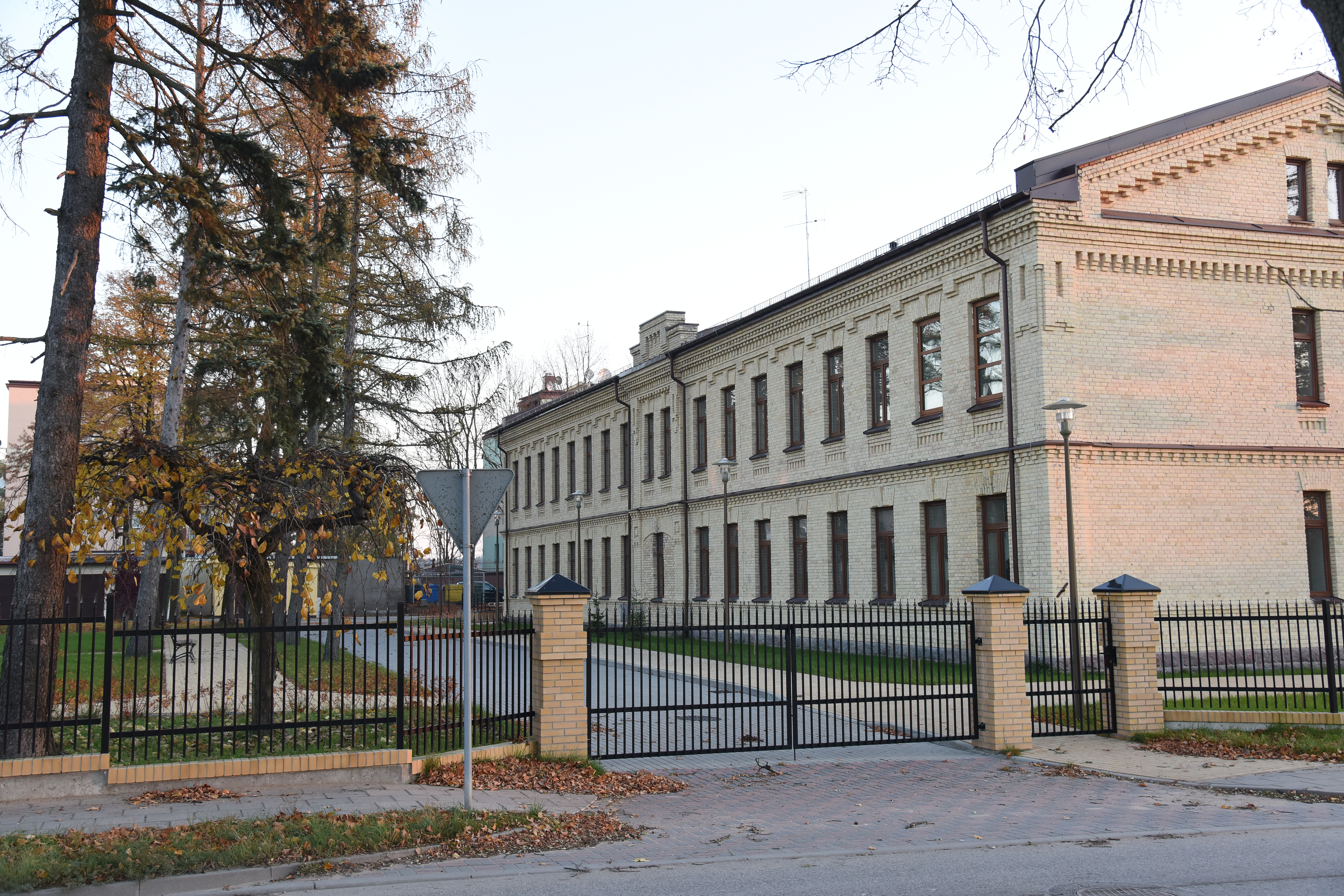
Były budynek koszar